# Léon Huybrechts
Léon Florent Marie Huybrechts (Anvers, 11 de desembre de 1876 - 9 de febrer de 1956) va ser un regatista belga que va competir durant el primer quart del segle xx. Disputà quatre edicions dels Jocs Olímpics entre 1908 i 1928 i guanyà tres medalles, una d'or i dues de plata.
El 1908 va prendre part en els Jocs Olímpics de Londres, on va guanyar la medalla de plata en la categoria de 6 metres del programa de vela. Huybrechts navegà a bord del Zut junt al seu germà Louis Huybrechts i Henri Weewauters.
El 1920, als Jocs d'Anvers, guanyà una nova medalla de plata en la categoria de 6 metres a bord del Tan-Fe-Pah i acompanyat per Charles van den Bussche i John Klotz. El 1924, als Jocs de París, guanyà la medalla d'or en la modalitat de monotip, mentre en la de 6 metres fou cinquè.
El 1928, a Amsterdam, disputà els darrers Jocs, amb una novena posició en la modalitat de 12 peus Dinghy.